# Katerina
Katerina ist ein weiblicher Vorname.

## Ähnliche Varianten und Verbreitung
Es handelt sich um eine Variante des Namens Katharina, welcher in Deutschland die üblichste Form dieses Namens ist. Zur Bedeutung und allen Varianten siehe dort.
Wie die ähnliche Variante Katarina und anders als Katherina wird diese Form ohne ein h geschrieben. Katerina ist international verbreitet, vielerorts aber, wie in Deutschland, nicht die häufigste Form. Der griechische Name „Αικατερίνη“ wird häufig als „Ekaterini“ transkribiert oder aber als „Katerina“ übersetzt. Ähnliches ist der Fall mit dem russischen Namen „Екатерина“, der meist als „Jekaterina“ transkribiert aber auch gelegentlich als „Katerina“ übersetzt wird. Die ukrainische Form Kateryna unterscheidet sich durch die Schreibweise mit y statt i.
In der folgenden Auflistung gesondert aufgeführt wird die spezifisch tschechische Variante Kateřina. In Tschechien war der Name zu Beginn der Erhebungen meist knapp unter den 100 häufigsten Vornamen, ab den 1960ern wurde er populärer. Von 1972 bis 2009 war Kateřina konstant unter den 10 häufigsten Mädchenvornamen Tschechiens, zwischen 1990 und 2006 auch regelmäßig der zweithäufigste vergebene Vorname.

## Namensträgerinnen

### Namensträgerinnen: Kateřina
- Kateřina Beránková (* 1977), tschechische Eiskunstläuferin
- Kateřina Beranová (20. Jh.), tschechische Opernsängerin (Sopran) und Gesangspädagogin
- Kateřina Bochníčková (* 1969, genannt Dolly), tschechisch-deutsche Pornodarstellerin
- Kateřina Böhmová (* 1958), tschechoslowakische Tennisspielerin
- Kateřina Brožová (* 1968), tschechische Schauspielerin und Sängerin
- Kateřina Bursíková Jacques (* 1971), tschechische Politikerin und Beamtin
- Kateřina Cachová (* 1990), tschechische Leichtathletin
- Kateřina Dudková (* 1988), tschechische Triathletin
- Kateřina Emingerová (1856–1934 ebenda), tschechische Komponistin und Pianistin
- Kateřina Emmons (* 1983), tschechische Sportschützin
- Kateřina Holubcová (* 1976), tschechische Skiathletin
- Kateřina Janatová (* 1997), tschechische Skiathletin
- Kateřina Konečná (* 1981), tschechische Politikerin (KSČM)
- Kateřina Kramperová (* 1988), tschechische Tennisspielerin
- Kateřina Nash (* 1977), tschechische Radrennfahrerin und Skiathletin
- Kateřina Němcová, (* 1990), tschechische Schachspielerin
- Kateřina Netolická (1988–2014), tschechisches Fotomodel und Kickboxerin
- Kateřina Neumannová (* 1973), tschechische Skilangläuferin
- Kateřina Novotná (* 1984), tschechische Eisschnellläuferin
- Kateřina Pauláthová (* 1993), tschechische Skirennläuferin
- Kateřina Pěnkavová (* 1987), tschechische Tischtennisspielerin
- Kateřina Razýmová (* 1991), tschechische Skiathletin
- Kateřina Šedá (* 1977), tschechische Künstlerin
- Kateřina Siniaková (* 1996), tschechische Tennisspielerin
- Kateřina Sisková (* 1974), tschechische Tennisspielerin
- Kateřina Skypalová (* 1999), tschechische Hammerwerferin
- Kateřina Smutná (* 1983), tschechische Skiathletin
- Kateřina Sokolová-Rauer (21. Jh.), tschechische Opernsängerin (Sopran)
- Kateřina Staňková (* 1981), tschechische Pornodarstellerin
- Kateřina Tomalová (* 1992), tschechische Badmintonspielerin
- Kateřina Valková (* 1996), tschechische Volleyballspielerin
- Kateřina Vaňková (* 1989), tschechische Tennisspielerin
- Kateřina Zlatníková (1939–2013), tschechisch-deutsche Musikerin

### Namensträgerinnen: Katerina
- Katerina Anastasiou (* 1973), griechische Skilangläuferin
- Katerina Angelaki-Rooke (1939–2020), griechische Lyrikerin und Übersetzerin
- Katerina Batzeli (* 1958), griechische Politikerin (PASOK)
- Katerina Belkina (* 1974), russische Fotografin und Malerin
- Katerina von Bennigsen (21. Jh.), deutsche Opernsängerin (Sopran)
- Katerina Dalaka (* 1992), griechische Leichtathletin
- Katerina Fotinaki (21. Jh.), griechische Gitarristin, Sängerin und Liedermacherin
- Katerina Graham (* 1989), US-amerikanische Schauspielerin, Songwriterin und Sängerin
- Katerina Harvati-Papatheodorou (* 1970), griechische Paläoanthropologin
- Katerina Ierodiakonou (* 20. Jh.), griechische Philosophiehistorikerin
- Katerina Jacob (* 1958), deutsch-kanadische Schauspielerin und Synchronsprecherin
- Katerina Kontochristopoulou (* 1997, eigentlich Aikaterini), griechische Florettfechterin
- Katerina Loules (* 1986, genannt Tryna), deutsche Sängerin und Songschreiberin
- Katerina Luschik (* 1998, genannt Katja), deutsche rhythmische Sportgymnastin
- Katerina Maleewa (* 1969), bulgarische Tennisspielerin
- Katerina Medvedeva (* 1968), russisch-deutsche Schauspielerin
- Katerina Nikoloska (* 1990), nordmazedonische Judoka
- Katerina Paul (* 1996), australische Skilangläuferin
- Katerina Poladjan (* 1971), russisch-deutsche Schauspielerin, Hörspielsprecherin und Schriftstellerin
- Katerina Roditi (* 1983), griechische Gewichtheberin
- Katerina Rohonyan (* 1984), ukrainisch-amerikanische Schachspielerin
- Katerina Sakellaropoulou (* 1956), griechische Juristin und Politikerin (parteilos)
- Katerina Stathi (* 1971), deutsche Sprachwissenschaftlerin
- Katerina Stefanidi (* 1990), griechische Stabhochspringerin
- Katerina Stewart (* 1997), US-amerikanische Tennisspielerin
- Katerina Tannenbaum (* 1993), US-amerikanische Schauspielerin und Model
- Katerina Tichonowa (* 1986), russische Präsidententochter
- Katerina Timm (* 1952), deutsche Psychologin
- Katerina Tretyakova (* 1980), russische Opernsängerin (Sopran)
- Katerina Tsiri (* 1971) ist eine ehemalige griechische Biathletin
- Katerina Vatsella (* 1952), europäische Kunsthistorikerin
- Katerina Wilczynski (1894–1978), deutsche Malerin und Illustratorin

### Fiktive Figuren
- Katerina Ismailowa, Titelfigur der gleichnamigen Oper von Dmitri Schostakowitsch, als zweite Fassung der Lady Macbeth von Mzensk
- Katerina, Titelfigur eines Romans von Aharon Appelfeld (2011)
- Katerina Petrova, Hauptfigur in der Serie Vampire Diaries (2009–2017)